# Energetik Mary
Energetik Mary (turkm. «Energetik» futbol kluby,  Футбольный клуб «Энергетик» Туркменбаши, Mary) – turkmeński klub piłkarski, mający siedzibę w mieście Mary w południowo-wschodniej części kraju.
Od 2015 występuje w Ýokary Liga.

## Historia
Chronologia nazw:
- 19??: Energogurluşykçy Mary (ros. «Энергостроитель» Мары)
- 1976: Energetik Mary (ros. «Энергетик» Мары)
- 1977: Şatlyk Mary (ros. «Шатлык» Мары)
- 2010: Kuwwat Mary (ros. «Кувват» Мары)
- 2014: Mary GES (ros. «Мары ГЭС» Мары)
- 2015: Energetik Türkmenbaşy (ros. «Энергетик» Туркменбаши)

Piłkarski klub Kuwwat został założony w miejscowości Mary w 2000 roku, chociaż już po zakończeniu II wojny światowej w mieście istniała drużyna o nazwie Energogurluşykçy Mary, która występowała w rozgrywkach amatorskich, a w 1972 zdobyła mistrzostwo i Puchar Turkmeńskiej SRR oraz startowała w rozgrywkach Pucharu ZSRR wśród drużyn amatorskich. W 1976 już jako Energetik Mary po raz drugi został mistrzem Turkmeńskiej SRR. W 1977 zmienił nazwę na Şatlyk Mary i ponownie zdobył dublet - mistrzostwo i Puchar Turkmeńskiej SRR. Po rozpadzie ZSRR klub zaprzestał występować.
W 2010 klub został reaktywowany jako Kuwwat Mary i grał w niższych ligach. W 2014 przyjął nazwę Mary GES i zdobył mistrzostwo Pierwszej Ligi. W 2015 klub otrzymał status profesjonalny, zmienił nazwę na Energetik Türkmenbaşy (reprezentował wilajet maryjski) i debiutował w Wyższej Lidze Turkmenistanu. Po zakończeniu sezonu zespół zajął 9. miejsce.

## Sukcesy

### Trofea międzynarodowe
Nie uczestniczył w rozgrywkach azjatyckich (stan na 31-12-2015).

### Trofea krajowe
Turkmenistan
| \| \| Zdobyte trofea w rozgrywkach Turkmenistanu (stan na: 31-12-2015) \| |                                                                  |      |            |
| Rozgrywki                                                                 | Osiągnięcie                                                      | Razy | Sezon(y)   |
| Mistrzostwo                                                               | I miejsce                                                        | 0    |            |
| Mistrzostwo                                                               | II miejsce                                                       | 0    |            |
| Mistrzostwo                                                               | III miejsce                                                      | 2    | 2016, 2018 |
| Puchar                                                                    | zdobywca                                                         | 0    |            |
| Puchar                                                                    | finalista                                                        | 1    | 2018       |
| II liga                                                                   | I miejsce                                                        | 1    | 2014       |
| II liga                                                                   | II miejsce                                                       | 0    |            |
| II liga                                                                   | III miejsce                                                      | 0    |            |
| Turkmenistan                                                              | Zdobyte trofea w rozgrywkach Turkmenistanu (stan na: 31-12-2015) |      |            |

- Mistrzostwo Turkmeńskiej SRR:
  - mistrz (3x): 1972, 1976, 1977
- Puchar Turkmeńskiej SRR:
  - zdobywca (4x): 1972, 1977, 1978, 1979

## Stadion
Klub rozgrywa swoje mecze domowe na stadionie Sport desgasy w Baýramaly, który może pomieścić 2 000 widzów.

## Piłkarze
| Nr | Poz. | Piłkarz                     |
| -- | ---- | --------------------------- |
| 1  | BR   | Farhat Bazarow              |
| 2  | OB   | Sapa Töräýew                |
| 3  | OB   | Mekan Çaryýew               |
| 5  | OB   | Artýom Nikitenko            |
| 6  | PO   | Azamat Açylow               |
| 7  | NA   | Güýçmyrat Iliýew            |
| 9  | NA   | Tahyr Rejepbaýew            |
| 11 | OB   | Muhammetresul Şamuhammedow  |
| 13 | PO   | Aman Muhammetgeldiýew       |
| 14 | OB   | Döwletmyrat Seýitmuhammedow |

| Nr | Poz. | Piłkarz                 |
| -- | ---- | ----------------------- |
| 16 | PO   | Faruh Eşnyýazow         |
| 20 | PO   | Esenbaý Ýazmedow        |
| 21 | OB   | Durdymyrat Sähedmyradow |
| 22 | BR   | Myrat Durdyýew          |
| 27 | NA   | Yhlas Minhairow         |
| 28 | OB   | Elhan Mämmedow          |
| 29 | PO   | Kerim Hojabrdiýew       |
| 30 | PO   | Rustam Mämmedow         |
| 14 | NA   | Serdaraly Ataýew        |

## Trenerzy
- 2010–2014:  Arseniý Ýüzbaşýan
- 2015–...:  Rahym Kurbanmämmedow